# Saint-Waast
Saint-Waast település Franciaországban, Nord megyében. Lakosainak száma 672 fő (2022. január 1.). Saint-Waast Bellignies, Bavay, Bettrechies, La Flamengrie, Houdain-lez-Bavay, Preux-au-Sart és L'Orée de Mormal községekkel határos.

## Népesség
A település népessége az elmúlt években az alábbi módon változott:
| Lakosok száma | 620  | 625  | 639  | 636  | 636  | 640  | 644  | 658  | 672  |
|               | 2013 | 2015 | 2016 | 2017 | 2018 | 2019 | 2020 | 2021 | 2022 |